# Estação Wilson
Wilson é uma estação do metrô de Toronto, localizada na secção Spadina da linha Yonge-University-Spadina. Localiza-se na Allen Road, em 570 Wilson Avenue. A estação possui um terminal de ônibus integrado, que serve seis linhas de superfície do Toronto Transit Commission. O nome da estação provém da Wilson Avenue, a principal rua leste-oeste servida pela estação. Wilson possui um terminal de estacionamento de trens e um terminal de manutenção, o maior do sistema de metrô de Toronto, e que atende trens da linha Yonge-University-Spadina.